# 닛산 자동차
닛산 자동차(영어: Nissan Motor, 일본어: 日産自動車, 문화어: 닛상 자동차)는 일본 굴지의 자동차 회사로 본부는 가나가와현 요코하마시 니시구에 있다. 2016년 이후부터는 르노-닛산-미쓰비시 얼라이언스 산하에 있다.
닛산 관련 인사로는 20년 간 르노-닛산 얼라이언스의 회장을 지냈던 카를로스 곤이 유명하다. 일본 내에서는 후요 그룹에 속하였고 제2차 세계대전 때 일본 군수 산업을 담당한 전범기업이기도 하다.
2023년 12월 23일 혼다와 지주회사를 설립하고 경영을 통합하기로 했지만 2025년 2월 13일 합병이 무산되어 각자도생하기로 했다.

## 한국닛산(한국법인)
- 2004년 3월 10일: 한국닛산 설립.
- 2005년 7월: 인피니티 판매 개시
- 2008년 11월 11일: 대한민국에서 무라노, 로그 판매 개시.
- 2009년 2월 16일: 알티마의 판매를 개시.
- 2009년 7월 14일: 370Z, GT-R의 판매를 개시.[2]
- 2011년 8월 9일: 큐브의 판매를 개시.
- 2012년 10월 17일: 뉴 알티마의 판매를 개시.
- 2013년 10월 14일: 쥬크의 판매를 개시.
- 2014년 1월 7일: 패스파인더의 판매를 개시.
- 2014년 9월 26일: 신형 로그를 부산 르노삼성자동차 공장에서 생산 및 수출 시작[3]
- 2014년 11월 11일: 캐시카이의 판매를 개시.
- 2014년 12월 23일: 리프의 판매를 개시.
- 2015년 10월 1일: 맥시마의 판매를 개시.
- 2016년 6월 2일: 신형 무라노의 판매를 개시. 닛산 큐브 단종
- 2020년 : 스파이더맨 이벤트 실시
- 2020년 5월 28일: 판매부진, 적자, 일본 불매운동 여파로 12월까지 영업하고 대한민국 시장 철수. A/S는 2028년까지 유지 예정.

## 얼라이언스
경영난 악화로 인한 인력 구조조정 계획의 일환으로 1999년에 프랑스 르노의 계열사로 해외 매각에 성공한 이후에, 르노-닛산 얼라이언스의 일각을 이루었다.
닛산과 르노는 서로 상대의 주식을 보유하고 있어 르노-닛산-미쓰비시 얼라이언스로 제휴연합의 성질을 띄고 있지만 실상은 프랑스 국내법의 제한으로 닛산은 르노의 의결권을 행사할 수 없고 닛산이 보유하는 르노 주식이 훨씬 적어(15%) 르노가 닛산을 지배하는 구조이다.
2016년에 닛산은 연비조작 문제가 불거진 일본 미쓰비시 자동차의 지분 34%를 22억 달러에 인수하는 것을 발표하였다. 그래서 르노 닛산 양자 간의 얼라이언스는 르노-닛산-미쓰비시 얼라이언스의 삼자 체제가 되었다.
얼라이언스의 수장사인 르노는 닛산 외에도 대한민국 르노코리아자동차, 루마니아 다치아 등을 소유하고 있다.
계열사로는 자동변속기 및 CVT를 제조하는 자트코가 있다.

## 브랜드

### 인피니티
1989년에 도요타의 렉서스와 함께 출시된 닛산의 프리미엄 고급 세단 브랜드이다. 렉서스와 달리 우아함보다는 스포티함을 추구하였지만, 일본적임을 보여주는 광고 때문에 판매 경쟁에서 밀려났다. 그러나 최근 들어 다시 부활하고 있으며, 대한민국에는 2005년부터 2020년까지 공식 수입되어 판매되었다. 대한민국에서는 Q45와 M35hL (현 Q70L), M45와 M37, M35, M35h, M30d (현 Q70), G37과 G35 (세단 / 쿠페, 현 세단은 Q50으로 현 쿠페는 Q60으로 판매 중), G25 (현 Q40), EX35와 EX37 (현 QX50), JX35와 JX35h (현 QX60), FX30d와 FX35, FX37, FX45, FX50 (현 QX70), QX56 (현 QX80) 모델을 판매했다.

## 대한민국 내 판매 차종

### 닛산
- 리프
- 알티마
- 맥시마
- 무라노
- X-트레일
- 닛산 페어레이디 Z 오토모델만 나온다.
- 닛산 GT-R 2016년까지 연마다 35대 한정으로 판매하였다.
- 닛산 큐브

### 인피니티
- 인피니티 Q50 (구.G 시리즈)
- 인피니티 Q60 (구.G 시리즈)
- 인피니티 QX50 (구.EX 시리즈)
- 인피니티 QX60 (구.JX 시리즈)
- 인피니티 QX70 (구.FX 시리즈)

## 슬로건
- Feel The Beat: 1985년 ~ 1992년
- Life Together: 1993년 ~ 1997년
- SHIFT: 2002년 ~ 2012년
- Innovation that Excites: 2013년 ~

## 같이 보기
- 르노
- 인피니티
- 르노삼성자동차
- 자트코